# Antony Gormley

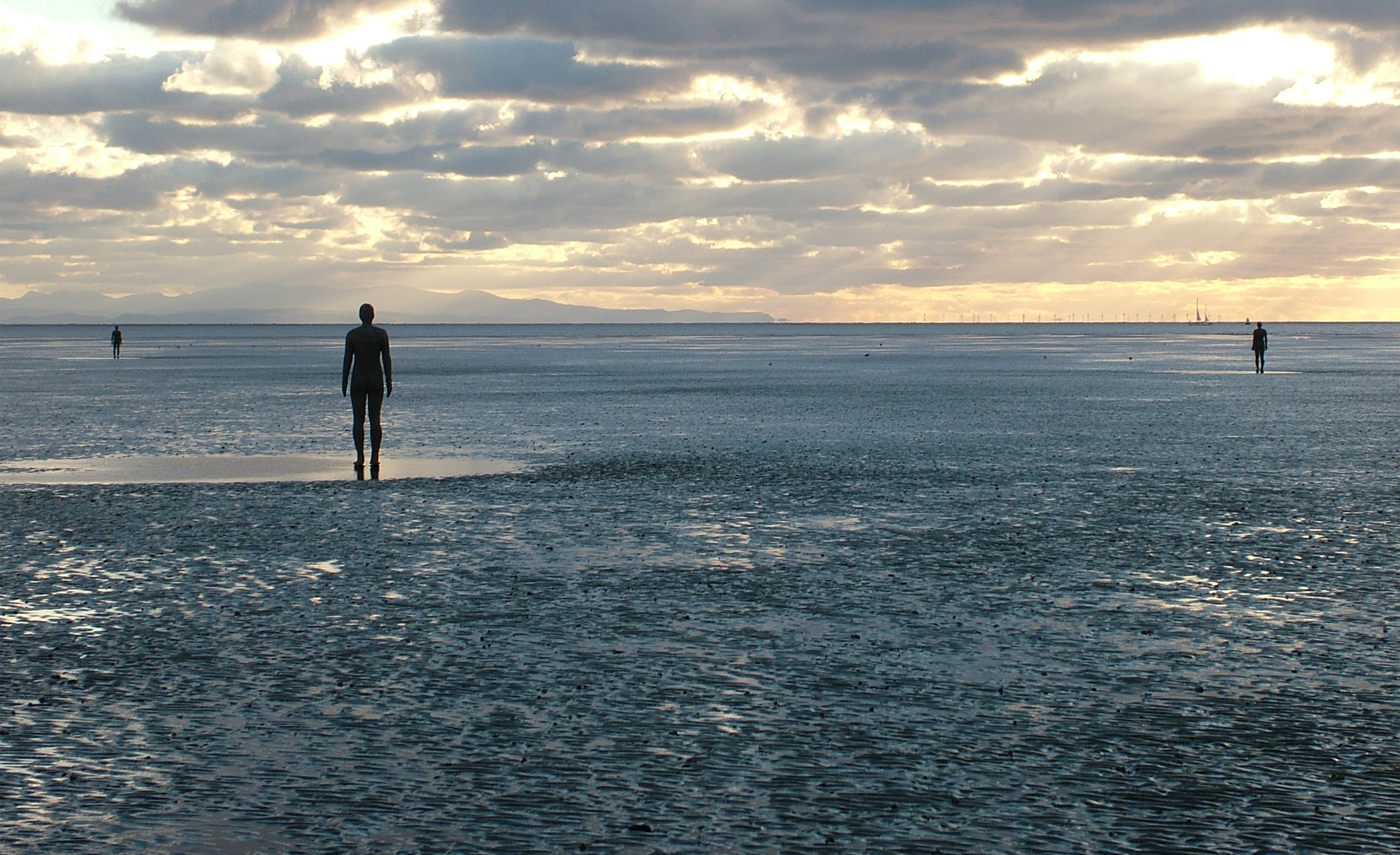
Fragment instalacji Another Place na plaży Crosby w pobliżu Liverpoolu.

Antony Mark David Gormley (ur. 30 sierpnia 1950 w Londynie  ) – brytyjski rzeźbiarz. Laureat Nagrody Turnera za terakotową instalację Field (1991) .

## Życiorys
Studiował w Trinity College na Uniwersytecie Cambridge .
Prawdopodobnie najbardziej znany jako twórca Anioła Północy (Angel of the North), rzeźby w Gateshead w Anglii, instalacji Another Place na plaży Crosby w pobliżu Liverpoolu oraz wieloczęściowej instalacji Event Horizon zlokalizowanej w Londynie, Nowym Jorku, Rio de Janeiro oraz São Paulo   .

## Galeria

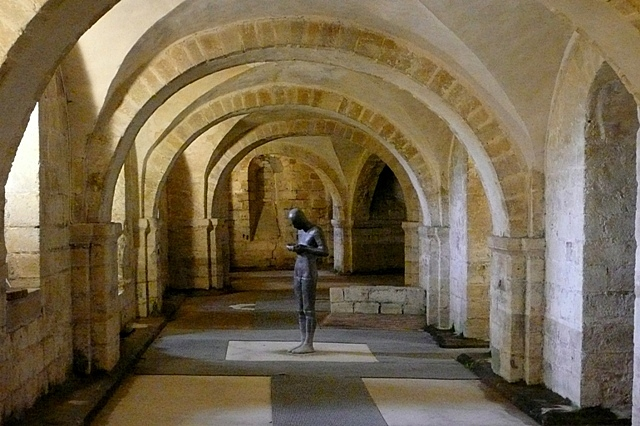
Sound 2
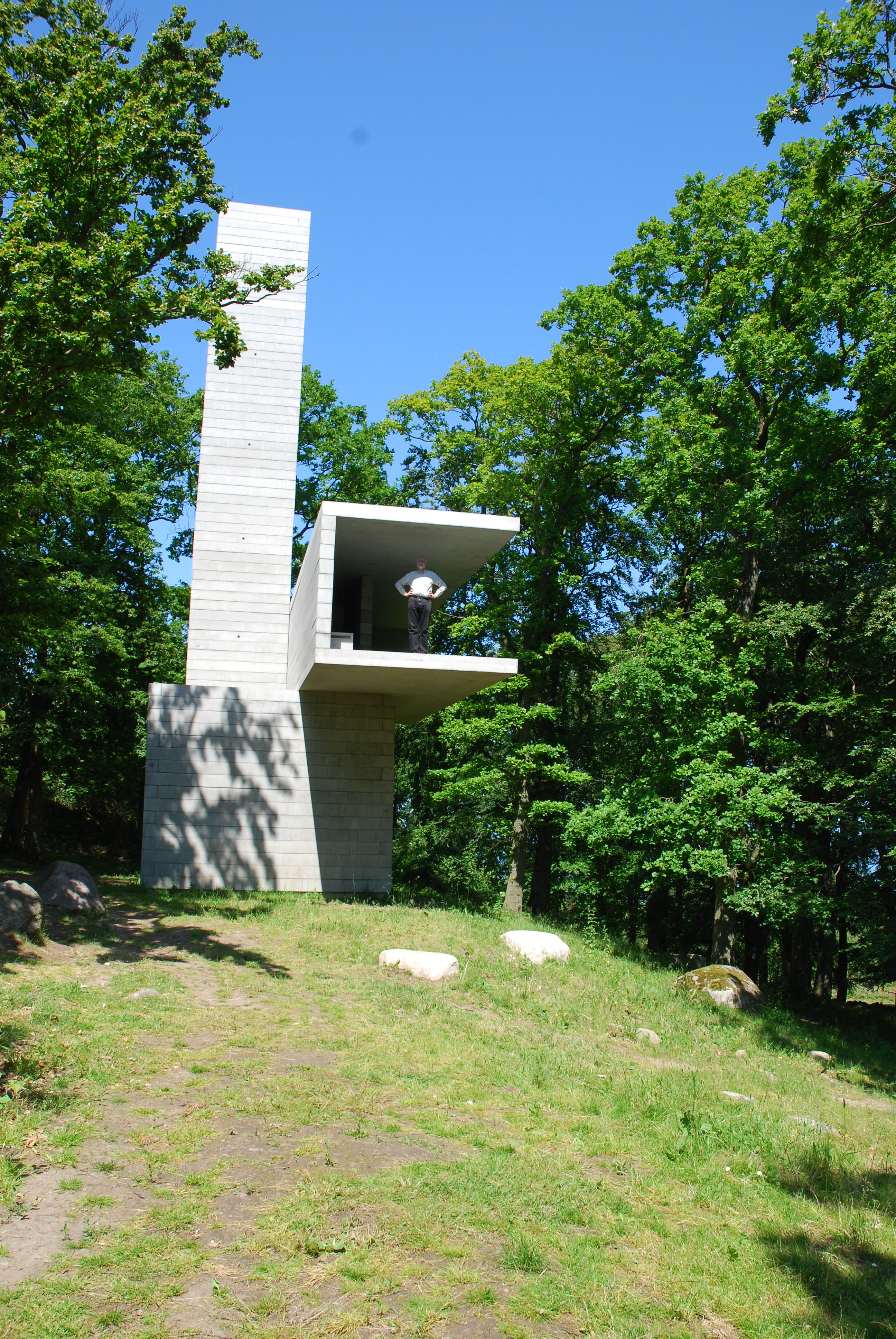
Sculpture for an objective experience of architecture (2008)
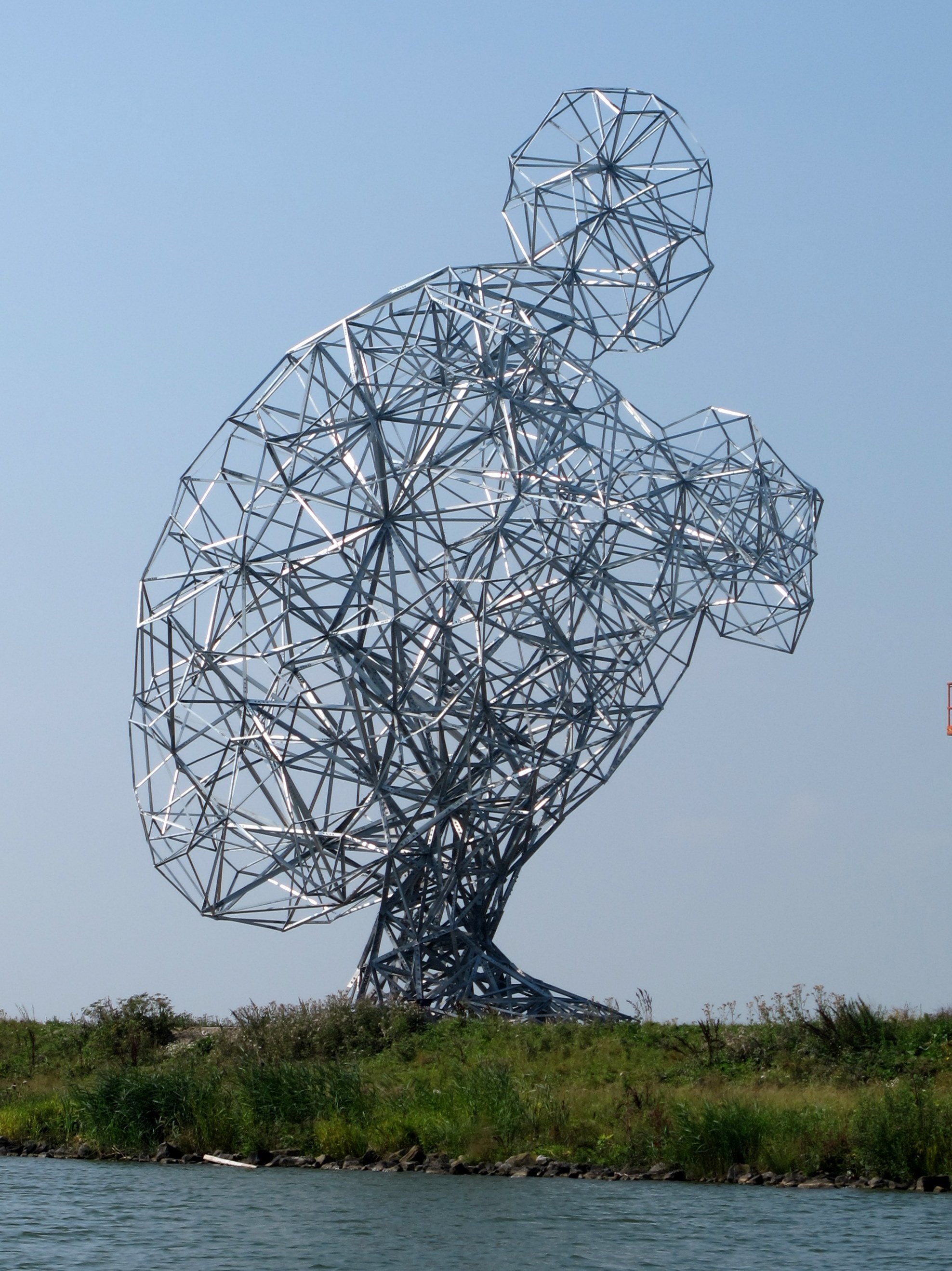
Exposure (2010)
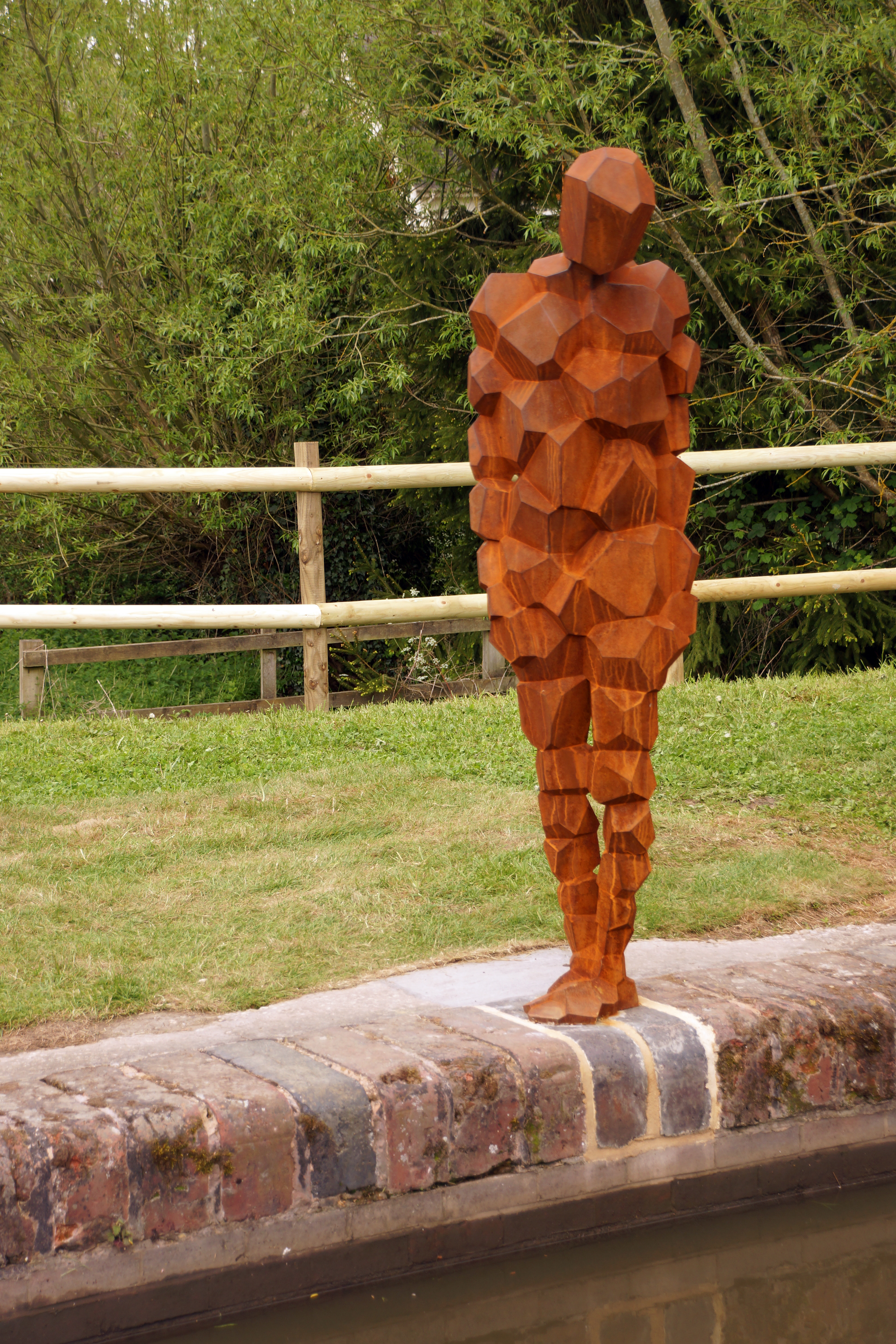
Land at Lowsonford (2015)
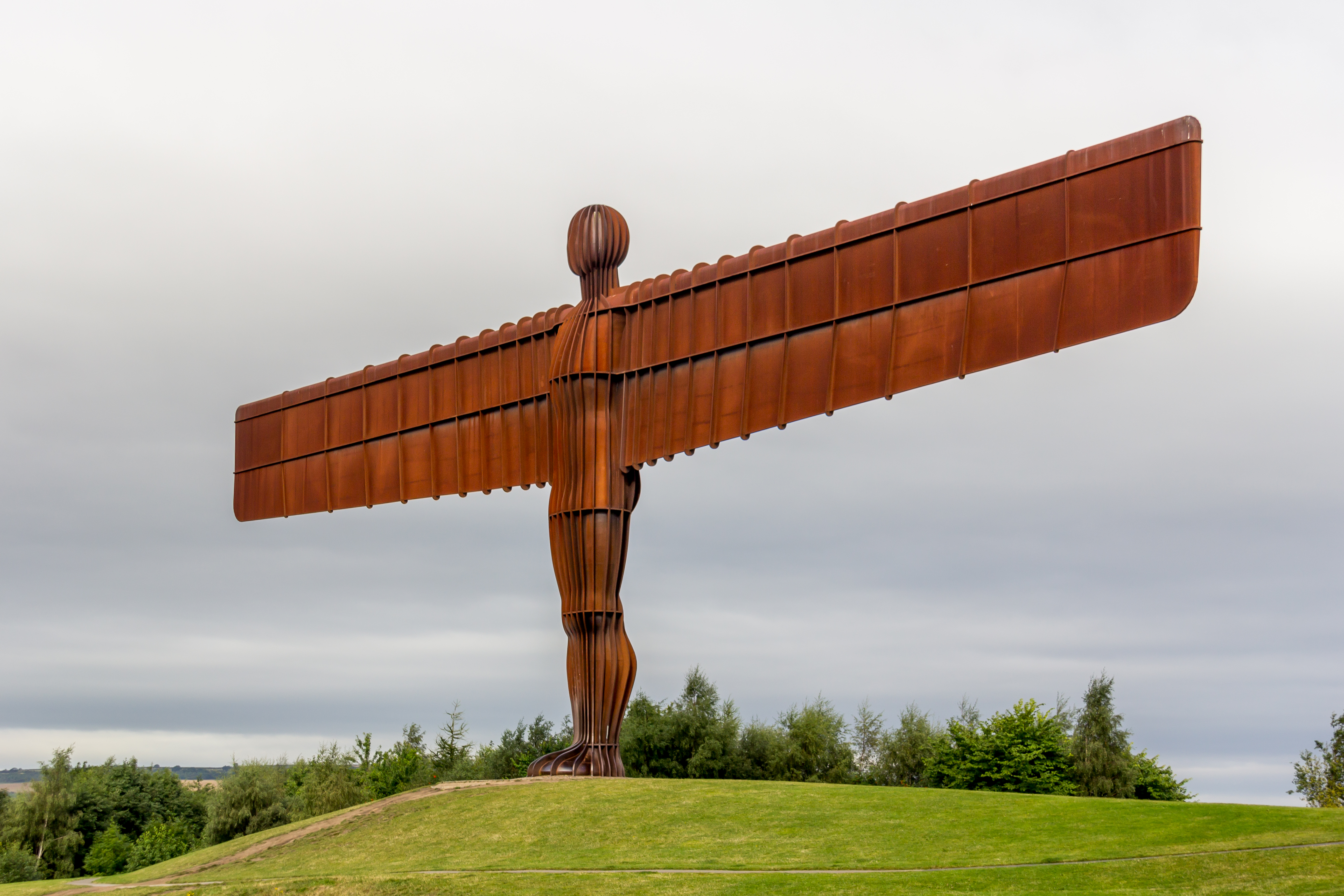
The Angel of the North (2016)

## Odznaczenia
- Order Towarzyszy Honoru (2025)[7]
- Order Imperium Brytyjskiego IV klasy[7]